# 忙哥台
忙哥台（?—?），元朝公主，元世祖忽必烈女儿，祖父拖雷，曾祖父元太祖成吉思汗。
忙哥台嫁给了弘吉剌部的首领昌吉，昌吉是爱不哥之子。昌吉死后，嫁给昌吉的弟弟脱铁木而。《高丽史》记载1278年，高丽忠烈王和王妃齐国大长公主朝见元世祖，元世祖派皇女忙哥台在开平府东门迎接高丽王。大德十年（1306年）五月，元成宗封驸马脱铁木而为濮阳王，赐以金印，公主忙哥台为鄄国大长公主。皇庆元年（1312年）四月丙子，元仁宗封鄄国大长公主忙哥台为大长公主，赐金印。延祐四年（1317年）四月乙亥，加封大长公主忙哥台为皇姑大长公主，给金印。七月庚辰，赐皇姑大长公主忙哥台金百两、银千两、钞二千锭、币帛各百匹。